# Loco (música)

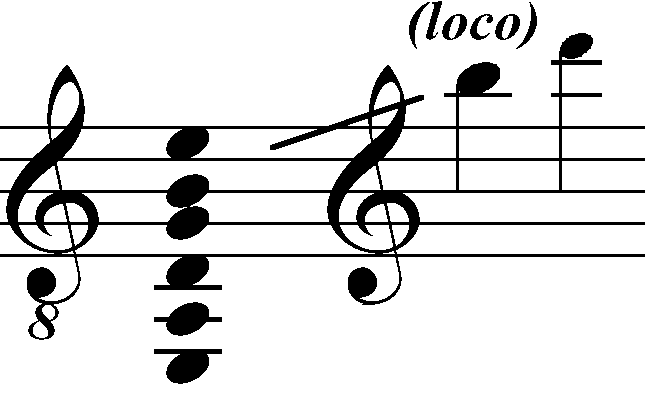
Clave de sol octavada e indicación loco.

Loco es un término musical en italiano que quiere decir "a su lugar" y en notación musical se emplea para "desoctavar", es decir, para volver al lugar de origen después de una indicación de cambio de octava.

## Representación gráfica
La representación gráfica en una partitura se lleva a cabo escribiendo sobre el pentagrama o sistema uno de los siguientes términos. La notación octavada puede darse en estas modalidades:
- Ottava alta: representada como 8.ª, que aparece en ocasiones en las partituras para indicar que "se toca el pasaje señalado una octava más alto de lo que está escrito" (all'ottava, "a la octava").
- Ottava bassa: representada como 8vb u 8.ª bassa,[3] que sirve para decirle al músico que interprete un pasaje una octava más baja.

|             |
| Ottava alta |

|              |
| Ottava bassa |

|                   |
| Quindicesima alta |

|                    |
| Quindicesima bassa |

Más adelante se escribe la palabra «loco» para "desoctavar".